# Brunoro della Scala
Brunoro della Scala, né dans le dernier quart du XIVe siècle et décédé le 21 novembre 1437 à Vienne est le fils de Guglielmo della Scala et le petit-fils de Cangrande II della Scala, seigneur de Vérone et de Vicence.

## Exil et arrivée chez les Carrare de Padoue
Né du mariage de Guglielmo della Scala et — probablement — d'une dame de la maison de Savoie, Brunoro accompagne ses parents en exil dans leurs déplacements. On trouve sa trace à Padoue, en compagnie de son frère Antonio, quand leur père y fait office de podestat (18 mai 1401 - fin juin 1402) à la demande de Francesco Novello da Carrara. C'est en combattant, aux côtés de leur hôte, les Milanais de Jean Galéas Visconti, qu'il est fait prisonnier, à la bataille de Casalecchio, par le condottiere Facino Cane (26 juin 1402). 

## Restauration scaligère de 1404 à Vérone
Rapidement libéré contre rançon, il est disponible pour participer, avec son père et son frère Antonio, à la tentative de restauration orchestrée par les Carrare à Vérone. Le 8 avril 1404, il est parmi les premiers à entrer dans la ville abandonnée par les Visconti. Alors que son père est proclamé seigneur de Vérone, il est fait chevalier par Francesco Novello. Dix jours plus tard, quand Guglielmo meurt, probablement empoisonné, Brunoro et Antonio sont nommés co-seigneurs de Vérone avec la bénédiction des Carrare. Mais quand Francesco Novello les sollicite pour attaquer Vicence, que leur père lui a promis en change de son aide, les deux frères se récusent, arguant du fait qu'il leur faut d'abord se rendre maîtres du quartier de la citadelle dans laquelle des Milanais sont toujours retranchés. Les Carrare décident alors de se débarrasser des Della Scala. Antonio et Brunoro sont faits prisonniers le jour de la Pentecôte 1404, mettant ainsi un point final et définitif à la brève restauration scaligère.

## Lutte contre les Vénitiens
Le 22 mai, Francesco Novello da Carrara est proclamé seigneur de Vérone. Les deux frères sont transférés au donjon de Monselice, d'où ils sont extraits par des mercenaires vénitiens. En janvier 1406, ils sont à Trente, puis en Germanie, où ils se rapprochent de Robert Ier du Saint-Empire, pour obtenir son soutien contre Venise, qui vient de chasser les Carrare de Vérone et de s'emparer de la cité (23 juin 1405). En février 1406, Brunoro est nommé vicaire impérial pour Vérone. Fort de ce titre, il cherche à négocier avec les Vénitiens, puis se ligue avec leurs ennemis pour obtenir gain de cause. Le 19 juin 1409, le conseil des Dix met sa tête à prix pour 4 000 ducats. 
De son côté, Brunoro trouve un nouvel allié de poids en la personne de Sigismond Ier du Saint-Empire, roi de Hongrie, élu roi des Romains le 20 septembre 1410, qui confirme son vicariat sur Vérone et Vicence. Venise change alors de ton et tente de négocier avec les Della Scala. Devant leurs réticences, les tractations sont abandonnées en 1411.
Le 2 mai 1412, Vérone, dont la population souhaite la restauration scaligère et le retour dans l'orbite de l'Empire, se révolte contre les vénitiens. Sigismond appelle alors tous ses alliés italiens à se ranger derrière Brunoro, qui possède alors le titre de capitaine général de l'Empire en Italie. Mais la révolte est écrasée et les frères Della Scala sont inscrits sur la liste des bannis par les conseils municipaux de Vérone, qui portent à 8 000 ducats la prime sur chacune de leurs têtes. En août, Brunoro accepte de participer à une expédition militaire contre Venise, dont l'insuccès se traduit par la signature d'une trêve de cinq années. Venise poursuit alors Brunoro de sa vindicte, répand sur son compte des rumeurs de bâtardise et reprend ses projets d'assassinat.

## Au service de Sigismond
Brunoro reste longtemps au service de Sigismond, le représentant en diverses ambassades et préparant ses alliances et ses projets militaires en Allemagne et dans la péninsule. Le 25 décembre 1428, Sigismond le nomme, en récompense des services rendus, comte de Heiligenberg et de Werdenberg, deux fiefs en déshérence situés sur le lac de Constance. Il ne peut en prendre possession en raison des contestations que suscitent sa venue, et il revient dans le giron de la cour de Sigismond, qui lui octroie une pension annuelle de 1 100 ducats de Hongrie.
Brunoro accompagne Sigismond lors du voyage qui le conduit à Milan, où il est couronné roi d'Italie (15 novembre 1432), puis à Rome, où il est couronné empereur (31 mai 1433). Son vicariat impérial sur Vérone et Vicence est alors confirmé et Venise change à nouveau d'attitude envers lui, cherchant à révoquer la prime mise sur sa tête et organisant des tentatives de conciliation auxquelles Brunoro, qui n'a pas de descendant, ne reste pas insensible. On parle alors d'une pension annuelle de 1 000 à 1 500 ducats, mais Brunoro exige des concessions territoriales. Le 8 septembre 1434, l'Empereur — dont il reste jusqu'au bout un serviteur zélé et apprécié — lui confirme d'ailleurs, encore une fois, son vicariat sur Vérone et Vicence, l'étendant à ses frères Fregnano et Paolo, ainsi qu'à leurs enfants mâles, en cas de décès de Brunoro.
Le 21 novembre 1437, Brunoro della Scala meurt brutalement à Vienne, où sa famille possède depuis longtemps des propriétés. Il est enterré dans l'église des Augustins.

## Postérité
Les droits de Brunoro sur Vérone et Vicence passent, après sa mort, à ses frères, Fregnano et Paolo, qui en obtiennent confirmation le 20 mai 1438. Paolo meurt peu de temps après, et Fregnano se les voit à nouveau confirmer par Frédéric III du Saint-Empire.